# 永安県 (吉林省)
永安県（えいあん-けん）は中華人民共和国延辺朝鮮族自治州にかつて存在した県。現在の琿春市北西部に相当する。
渤海により設置され、遼代に廃止された。